# ستيف كوبر (لاعب كرة قدم)
ستيف كوبر (بالإنجليزية: Steve Cooper)‏ (10 ديسمبر 1979 في المملكة المتحدة - ) هو مدرب كرة قدم ولاعب كرة قدم ويلزي في مركز الدفاع.

## وصلات خارجية
- ستيف كوبر (لاعب كرة قدم) على موقع قاعدة بيانات كرة القدم.إي يو (الإنجليزية)
- ستيف كوبر (لاعب كرة قدم) على موقع Soccerway.com (الإنجليزية)
- ستيف كوبر (لاعب كرة قدم) على موقع عالم كرة القدم.نت (الإنجليزية)